# Estadens
Estadens est une commune française située dans le sud-ouest du département de la Haute-Garonne, en région Occitanie. Sur le plan historique et culturel, la commune est dans le pays de Comminges, correspondant à l’ancien comté de Comminges, circonscription de la province de Gascogne située sur les départements actuels du Gers, de la Haute-Garonne, des Hautes-Pyrénées et de l'Ariège.
Exposée à un climat de montagne, elle est drainée par le Rucan et par divers autres petits cours d'eau. La commune possède un patrimoine naturel remarquable composé de deux zones naturelles d'intérêt écologique, faunistique et floristique.
Estadens est une commune rurale qui compte 526 habitants en 2022, après avoir connu un pic de population de 1 507 habitants en 1851. Elle fait partie de l'aire d'attraction de Saint-Gaudens. Ses habitants sont appelés les Estadinois ou  Estadinoises.
Le patrimoine architectural de la commune comprend un immeuble protégé au titre des monuments historiques : la chapelle Saint-Paul de Pujos, inscrite en 1972.

## Géographie

### Localisation
La commune d'Estadens se trouve dans le département de la Haute-Garonne, en région Occitanie.
Sur le plan historique et culturel, Estadens fait partie du pays de Comminges, correspondant à l’ancien comté de Comminges, circonscription de la province de Gascogne située sur les départements actuels du Gers, de la Haute-Garonne, des Hautes-Pyrénées et de l'Ariège.
Elle se situe à 80 km à vol d'oiseau de Toulouse, préfecture du département, à 13 km de Saint-Gaudens, sous-préfecture, et à 34 km de Bagnères-de-Luchon, bureau centralisateur du canton de Bagnères-de-Luchon dont dépend la commune depuis 2015 pour les élections départementales.
La commune fait en outre partie du bassin de vie d'Aspet.
Les communes les plus proches sont : 
Couret (2,8 km), Rouède (3,5 km), Ganties (3,5 km), Chein-Dessus (3,5 km), Montastruc-de-Salies (3,8 km), Aspet (4,3 km), Soueich (5,6 km), Montespan (5,6 km).
Estadens est limitrophe de sept autres communes.
| Couret  | Ganties  | Rouède               |
| Soueich | Estadens | Montastruc-de-Salies |
|         | Aspet    | Chein-Dessus         |

### Géologie et relief
La superficie de la commune est de 1 747 hectares ; son altitude varie de 396  à   805 mètres.

### Hydrographie

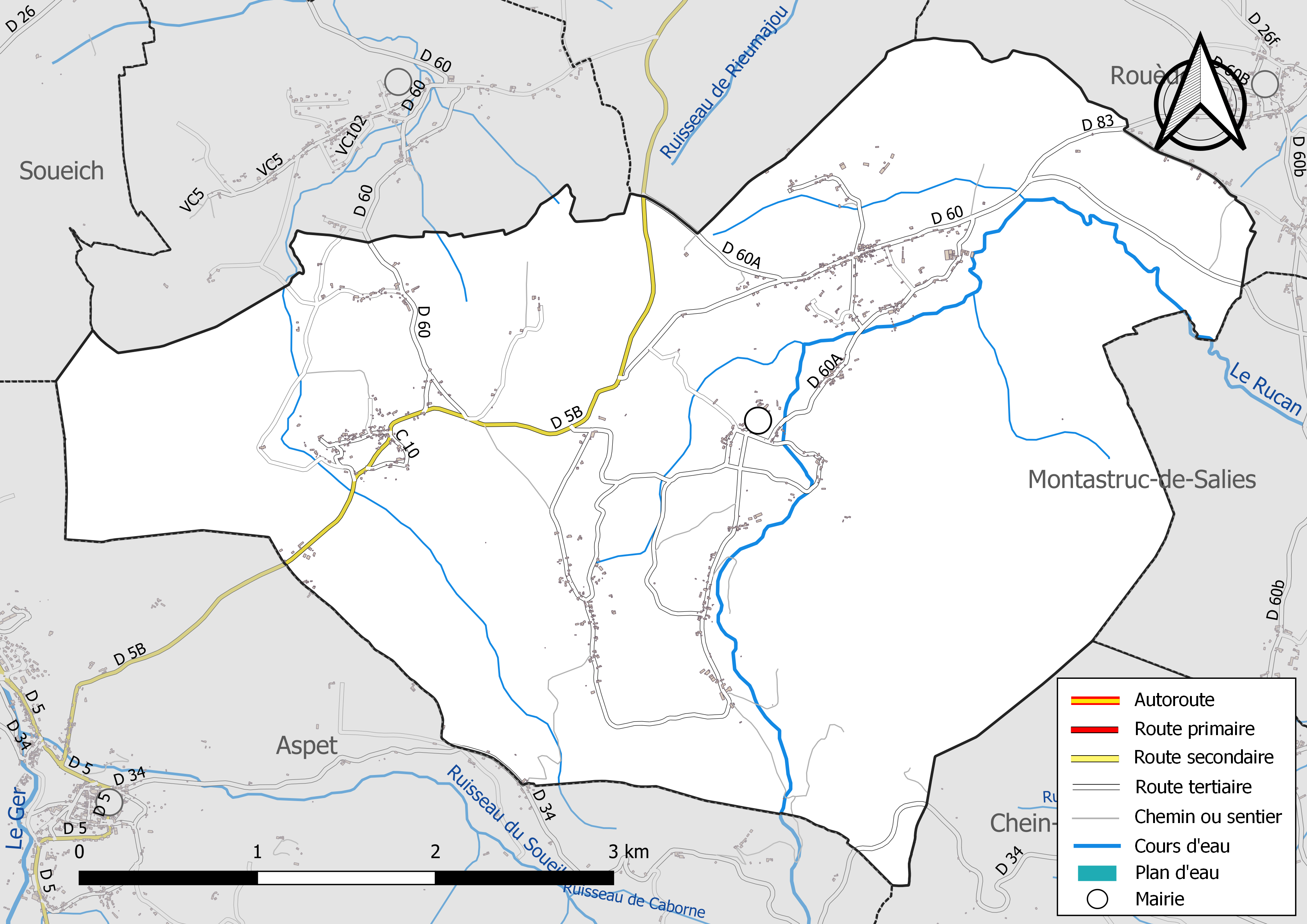
Réseaux hydrographique et routier d'Estadens.

La commune est dans le bassin de la Garonne, au sein du bassin hydrographique Adour-Garonne. Elle est drainée par le Rucan et par divers petits cours d'eau, constituant un réseau hydrographique de 16 km de longueur totale,.
Le Rucan, d'une longueur totale de 12,1 km, prend sa source dans la commune d'Aspet et s'écoule vers le nord puis se réoriente vers l'est. Il traverse la commune et se jette dans l'Arbas à Castelbiague, après avoir traversé 4 communes.

### Climat
Pour des articles plus généraux, voir Climat de l'Occitanie et Climat de la Haute-Garonne.
En 2010, le climat de la commune est de type climat des marges montargnardes, selon une étude s'appuyant sur une série de données couvrant la période 1971-2000. En 2020, Météo-France publie une typologie des climats de la France métropolitaine dans laquelle la commune est exposée à un climat de montagne ou de marges de montagne et est dans la région climatique Pyrénées centrales, caractérisée par une pluviométrie annuelle de 1 000 à 1 200 mm.
Pour la période 1971-2000, la température annuelle moyenne est de 11,8 °C, avec une amplitude thermique annuelle de 14,7 °C. Le cumul annuel moyen de précipitations est de 936 mm, avec 9,7 jours de précipitations en janvier et 7,2 jours en juillet. Pour la période 1991-2020, la température moyenne annuelle observée sur la station météorologique la plus proche, située sur la commune de Clarac à 19 km à vol d'oiseau, est de 12,5 °C et le cumul annuel moyen de précipitations est de 804,9 mm,. Pour l'avenir, les paramètres climatiques de la commune estimés pour 2050 selon différents scénarios d'émission de gaz à effet de serre sont consultables sur un site dédié publié par Météo-France en novembre 2022.

### Milieux naturels et biodiversité

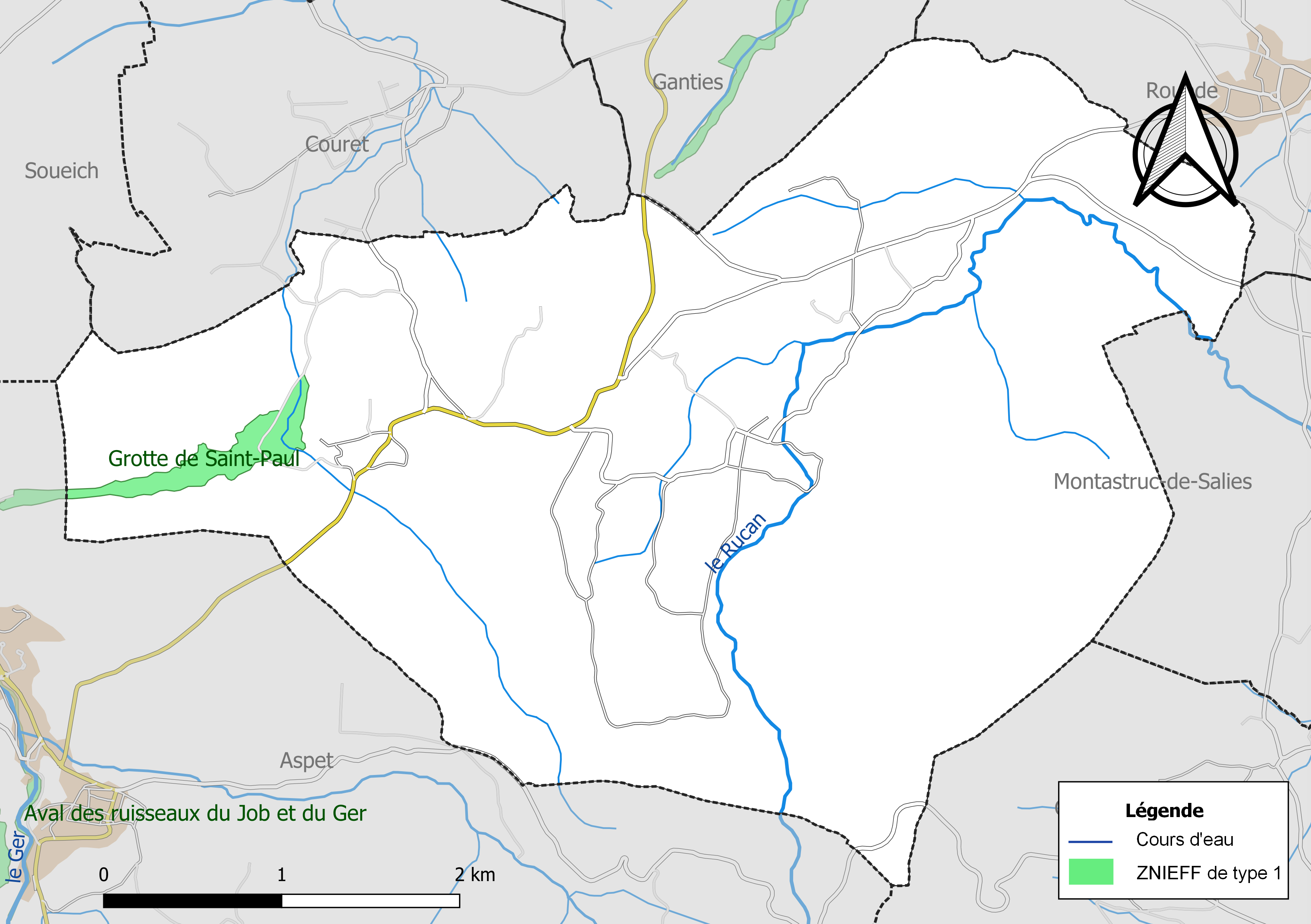
Carte de la ZNIEFF de type 1 localisée sur la commune.

L’inventaire des zones naturelles d'intérêt écologique, faunistique et floristique (ZNIEFF) a pour objectif de réaliser une couverture des zones les plus intéressantes sur le plan écologique, essentiellement dans la perspective d’améliorer la connaissance du patrimoine naturel national et de fournir aux différents décideurs un outil d’aide à la prise en compte de l’environnement dans l’aménagement du territoire.
Une ZNIEFF de type 1 est recensée sur la commune :
la « grotte de Saint-Paul » (25 ha), couvrant 2 communes du département et une ZNIEFF de type 2, : 
le « massif de l'Arbas » (27 233 ha), couvrant 45 communes dont 24 dans l'Ariège et 21 dans la Haute-Garonne.

## Urbanisme

### Typologie
Au 1er janvier 2024, Estadens est catégorisée commune rurale à habitat dispersé, selon la nouvelle grille communale de densité à sept niveaux définie par l'Insee en 2022.
Elle est située hors unité urbaine. Par ailleurs la commune fait partie de l'aire d'attraction de Saint-Gaudens, dont elle est une commune de la couronne,. Cette aire, qui regroupe 85 communes, est catégorisée dans les aires de moins de 50 000 habitants,.

### Occupation des sols

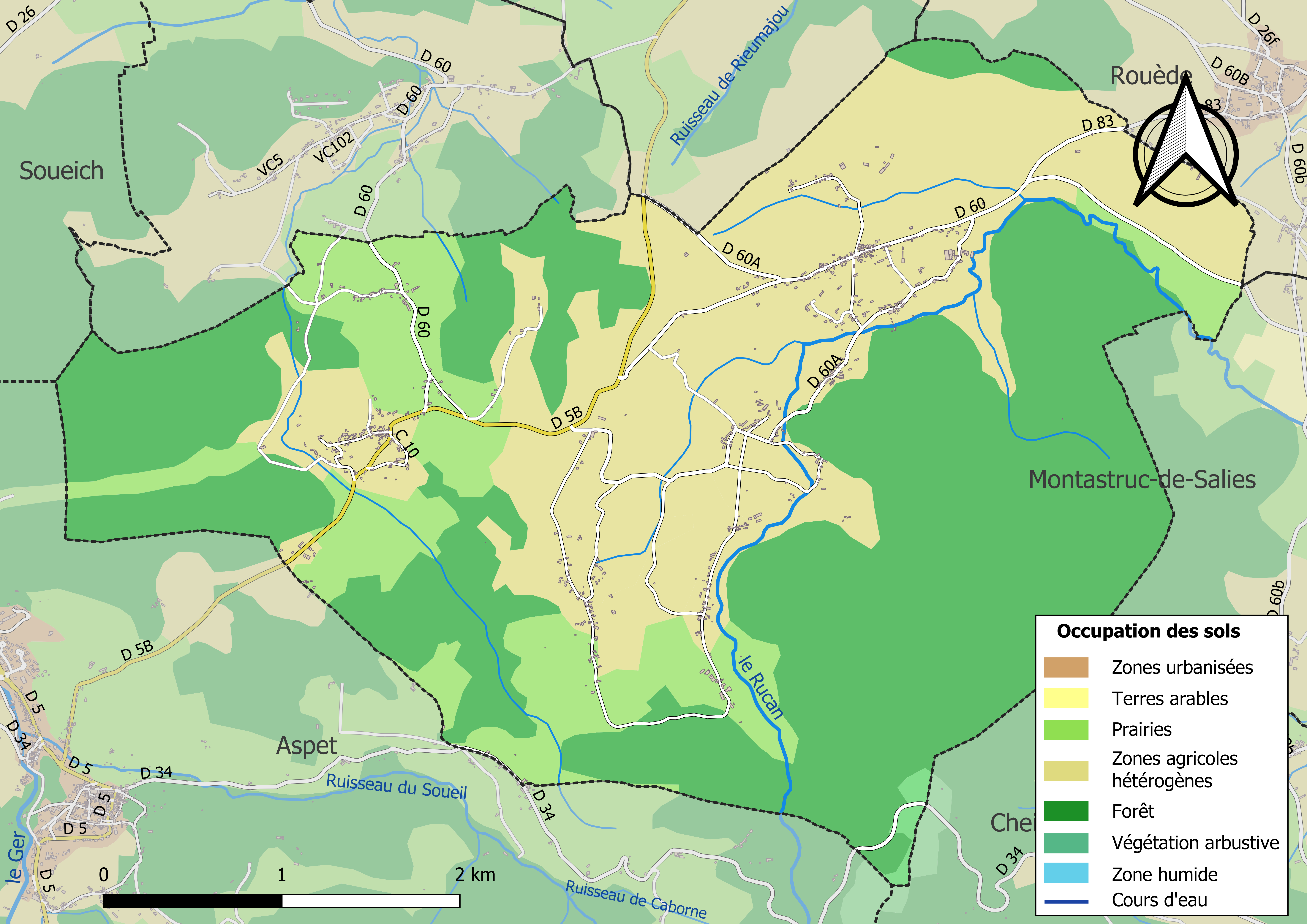
Carte des infrastructures et de l'occupation des sols de la commune en 2018 (CLC).

L'occupation des sols de la commune, telle qu'elle ressort de la base de données européenne d’occupation biophysique des sols Corine Land Cover (CLC), est marquée par l'importance des territoires agricoles (49,1 % en 2018), en diminution par rapport à 1990 (51,7 %). La répartition détaillée en 2018 est la suivante : 
forêts (48 %), zones agricoles hétérogènes (34,6 %), prairies (14,6 %), zones urbanisées (2,6 %), milieux à végétation arbustive et/ou herbacée (0,3 %). L'évolution de l’occupation des sols de la commune et de ses infrastructures peut être observée sur les différentes représentations cartographiques du territoire : la carte de Cassini (XVIIIe siècle), la carte d'état-major (1820-1866) et les cartes ou photos aériennes de l'IGN pour la période actuelle (1950 à aujourd'hui).

### Voies de communication et transports
Accès avec la ligne régulière de transport interurbain du réseau Arc-en-ciel (anciennement SEMVAT) ou en gare de Saint-Gaudens sur la ligne Toulouse - Bayonne.

### Risques majeurs
Le territoire de la commune d'Estadens est vulnérable à différents aléas naturels : météorologiques (tempête, orage, neige, grand froid, canicule ou sécheresse), feux de forêts et séisme (sismicité modérée). Il est également exposé à un risque particulier : le risque de radon. Un site publié par le BRGM permet d'évaluer simplement et rapidement les risques d'un bien localisé soit par son adresse soit par le numéro de sa parcelle.

#### Risques naturels
Un plan départemental de protection des forêts contre les incendies a été approuvé par arrêté préfectoral du 25 septembre 2006. Estadens est exposée au risque de feu de forêt du fait de la présence sur son territoire des massifs des piémonts des Pyrénées et des Pyrénées. Il est ainsi défendu aux propriétaires de la commune et à leurs ayants droit de porter ou d’allumer du feu dans l'intérieur et à une distance de 200 mètres des bois, forêts, plantations, reboisements ainsi que des landes. L’écobuage est également interdit, ainsi que les feux de type méchouis et barbecues, à l’exception de ceux prévus dans des installations fixes (non situées sous couvert d'arbres) constituant une dépendance d'habitation,.

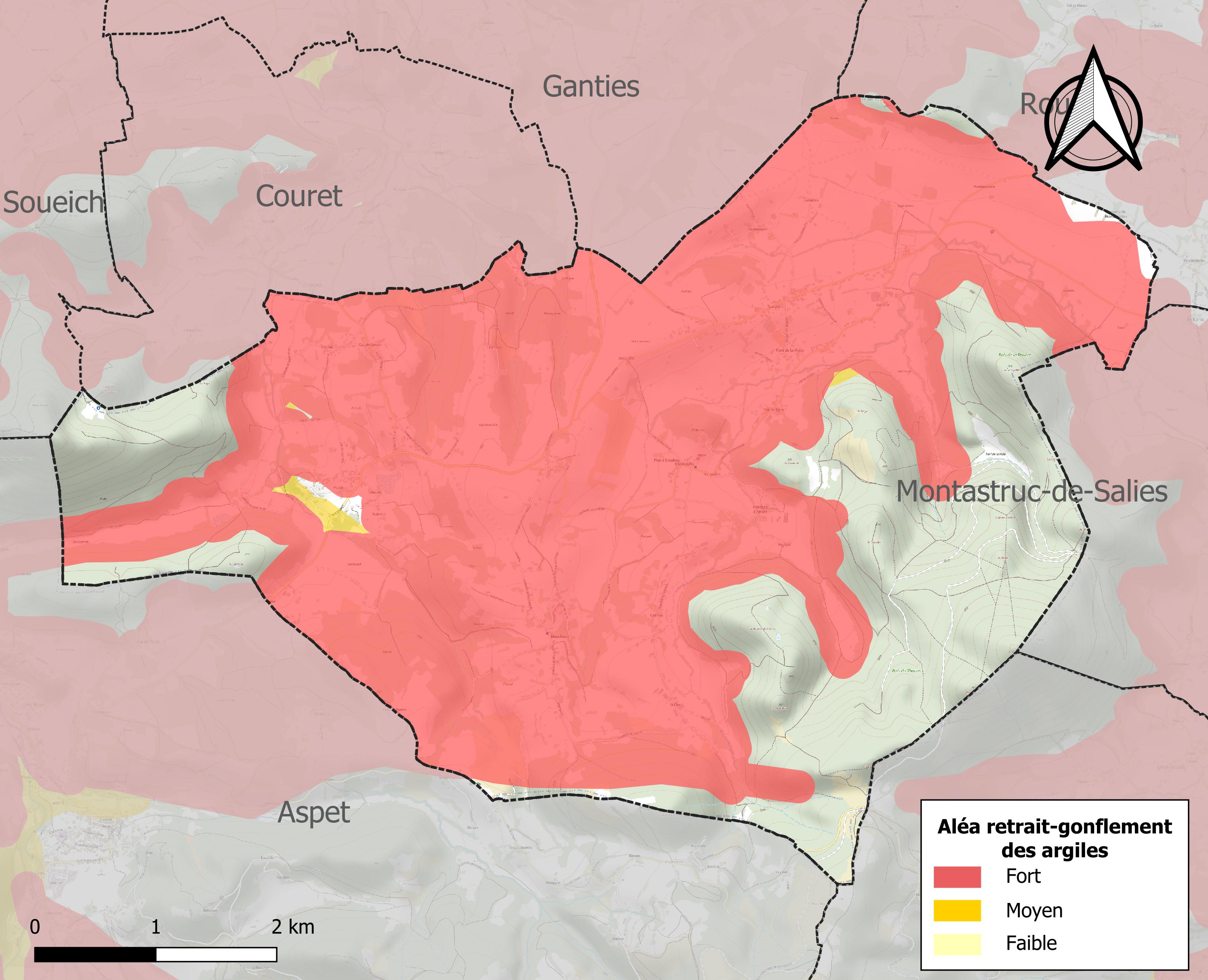
Carte des zones d'aléa retrait-gonflement des sols argileux d'Estadens.

Le retrait-gonflement des sols argileux est susceptible d'engendrer des dommages importants aux bâtiments en cas d’alternance de périodes de sécheresse et de pluie. 72,8 % de la superficie communale est en aléa moyen ou fort (88,8 % au niveau départemental et 48,5 % au niveau national). Sur les 347 bâtiments dénombrés sur la commune en 2019, 334 sont en aléa moyen ou fort, soit 96 %, à comparer aux 98 % au niveau départemental et 54 % au niveau national. Une cartographie de l'exposition du territoire national au retrait gonflement des sols argileux est disponible sur le site du BRGM,.
Par ailleurs, afin de mieux appréhender le risque d’affaissement de terrain, l'inventaire national des cavités souterraines permet de localiser celles situées sur la commune.
Concernant les mouvements de terrains, la commune a été reconnue en état de catastrophe naturelle au titre des dommages causés par la sécheresse en 1989, 1990 et 1993 et par des mouvements de terrain en 1999.

#### Risque particulier
Dans plusieurs parties du territoire national, le radon, accumulé dans certains logements ou autres locaux, peut constituer une source significative d’exposition de la population aux rayonnements ionisants. Certaines communes du département sont concernées par le risque radon à un niveau plus ou moins élevé. Selon la classification de 2018, la commune d'Estadens est classée en zone 2, à savoir zone à potentiel radon faible mais sur lesquelles des facteurs géologiques particuliers peuvent faciliter le transfert du radon vers les bâtiments.

## Histoire
La communauté d'Estadens a toujours fait partie de la seigneurie d'Aspet.
Sur son territoire s'élevait le château des seigneurs d'Aspet, ceux-ci n'ayant à l'intérieur de la ville d'Aspet (conformément aux Coutumes octroyées par Dame Barrave) qu'une « vaste demeure ».
Dans les Coutumes de 1382, les seigneurs d'Aspet s'engageaient à maintenir dans le château un « châtelain » et une petite garnison.
C'est au château d'Estadens que les seigneurs recevaient le serment de fidélité de leurs vassaux.
En 1935, encore, on pouvait voir l'entrée principale et le donjon attenant.
Depuis 2002, il ne reste plus qu'une partie du donjon.

## Politique et administration

### Administration municipale
Le nombre d'habitants au recensement de 2011 étant compris entre 500 et 1 499 habitants, le nombre de membres du conseil municipal pour l'élection de 2014 est de quinze,.

### Rattachements administratifs et électoraux
Commune faisant partie de la huitième circonscription de la Haute-Garonne, de la communauté de communes Cagire-Garonne-Salat et du canton de Bagnères-de-Luchon (avant le redécoupage départemental de 2014, Estadens faisait partie de l'ex-canton d'Aspet).
Avant le 1er janvier 2017, elle faisait partie de la communauté de communes des Trois Vallées et du SIVOM de la région de Salies-du-Salat.

### Liste des maires
| Période                                  | Période   | Identité      | Étiquette | Qualité                                                        |
| ---------------------------------------- | --------- | ------------- | --------- | -------------------------------------------------------------- |
| 1793                                     | 1795      | André Touzet  |           | Maître-chirurgien                                              |
| Les données manquantes sont à compléter. |           |               |           |                                                                |
| mars 2001                                | mars 2008 | Jean Campet   |           | Président du SIVOM de la région de Salies-du-Salat (2000-2008) |
| mars 2008                                | En cours  | Robert Martin | PS        | Fonctionnaire                                                  |

## Population et société

### Démographie
| 1793  | 1800  | 1806  | 1821  | 1831  | 1836  | 1841  | 1846  | 1851  |
| ----- | ----- | ----- | ----- | ----- | ----- | ----- | ----- | ----- |
| 1 059 | 1 072 | 1 242 | 1 259 | 1 402 | 1 349 | 1 483 | 1 486 | 1 507 |

| 1856  | 1861  | 1866  | 1872  | 1876  | 1881  | 1886  | 1891  | 1896  |
| ----- | ----- | ----- | ----- | ----- | ----- | ----- | ----- | ----- |
| 1 419 | 1 392 | 1 428 | 1 405 | 1 380 | 1 400 | 1 398 | 1 369 | 1 243 |

| 1901  | 1906  | 1911  | 1921  | 1926  | 1931 | 1936 | 1946 | 1954 |
| ----- | ----- | ----- | ----- | ----- | ---- | ---- | ---- | ---- |
| 1 304 | 1 318 | 1 317 | 1 103 | 1 116 | 784  | 692  | 576  | 524  |

| 1962 | 1968 | 1975 | 1982 | 1990 | 1999 | 2004 | 2006 | 2009 |
| ---- | ---- | ---- | ---- | ---- | ---- | ---- | ---- | ---- |
| 478  | 426  | 390  | 303  | 425  | 425  | 468  | 478  | 507  |

| 2014 | 2019 | 2022 | - | - | - | - | - | - |
| ---- | ---- | ---- | - | - | - | - | - | - |
| 529  | 538  | 526  | - | - | - | - | - | - |

| selon la population municipale des années : | 1968 | 1975 | 1982 | 1990 | 1999 | 2006 | 2009 | 2013 |
| Rang de la commune dans le département      | 197  | 176  | 276  | 215  | 234  | 231  | 230  | 236  |
| Nombre de communes du département           | 592  | 582  | 586  | 588  | 588  | 588  | 589  | 589  |

### Enseignement
Estadens fait partie de l'académie de Toulouse.

## Économie

### Revenus
En 2018  (données Insee publiées en septembre 2021), la commune compte 237 ménages fiscaux, regroupant 521 personnes. La médiane du revenu disponible par unité de consommation est de 20 110 € (23 140 € dans le département).

### Emploi
|                | 2008  | 2013  | 2018  |
| -------------- | ----- | ----- | ----- |
| Commune        | 5,6 % | 7,3 % | 6,5 % |
| Département    | 7,7 % | 9,6 % | 9,3 % |
| France entière | 8,3 % | 10 %  | 10 %  |

En 2018, la population âgée de 15 à 64 ans s'élève à 319 personnes, parmi lesquelles on compte 74,5 % d'actifs (68 % ayant un emploi et 6,5 % de chômeurs) et 25,5 % d'inactifs,. Depuis 2008, le taux de chômage communal (au sens du recensement) des 15-64 ans est inférieur à celui de la France et du département.
La commune fait partie de la couronne de l'aire d'attraction de Saint-Gaudens, du fait qu'au moins 15 % des actifs travaillent dans le pôle,. Elle compte 99 emplois en 2018, contre 92 en 2013 et 102 en 2008. Le nombre d'actifs ayant un emploi résidant dans la commune est de 220, soit un indicateur de concentration d'emploi de 45,2 % et un taux d'activité parmi les 15 ans ou plus de 53,1 %.
Sur ces 220 actifs de 15 ans ou plus ayant un emploi, 47 travaillent dans la commune, soit 21 % des habitants. Pour se rendre au travail, 90,5 % des habitants utilisent un véhicule personnel ou de fonction à quatre roues, 1,4 % les transports en commun, 2,3 % s'y rendent en deux-roues, à vélo ou à pied et 5,9 % n'ont pas besoin de transport (travail au domicile).

### Activités hors agriculture
30 établissements sont implantés  à Estadens au 31 décembre 2019. Le tableau ci-dessous en détaille le nombre par secteur d'activité et compare les ratios avec ceux du département,.
Le secteur de la construction est prépondérant sur la commune puisqu'il représente 43,3 % du nombre total d'établissements de la commune (13 sur les 30 entreprises implantées  à Estadens), contre 12 % au niveau départemental.

### Agriculture
La commune est dans les « Pyrénées centrales », une petite région agricole occupant le sud du département de la Haute-Garonne, massif montagneux où s’étagent les vallées profondes, la forêt et les zones intermédiaires, les estives. En 2020, l'orientation technico-économique de l'agriculture  sur la commune est l'élevage bovin, orientation mixte lait et viande.
|               | 1988 | 2000 | 2010 | 2020 |
| ------------- | ---- | ---- | ---- | ---- |
| Exploitations | 41   | 26   | 19   | 15   |
| SAU (ha)      | 774  | 841  | 915  | 777  |

Le nombre d'exploitations agricoles en activité et ayant leur siège dans la commune est passé de 41 lors du recensement agricole de 1988  à 26 en 2000 puis à 19 en 2010 et enfin à 15 en 2020, soit une baisse de 63 % en 32 ans. Le même mouvement est observé à l'échelle du département qui a perdu pendant cette période 57 % de ses exploitations,. La surface agricole utilisée sur la commune a quant à elle augmenté, passant de 774 ha en 1988 à 777 ha en 2020. Parallèlement la surface agricole utilisée moyenne par exploitation a augmenté, passant de 19 à 52 ha.

## Culture locale et patrimoine

### Lieux et monuments
Deux châteaux
Le Castérot, dont il ne reste aujourd'hui que quelques vestiges au sol, était bâti sur une colline. C'était essentiellement un poste avancé qui servait de tour à signaux.
Par contre le château de la Comère, dans le même quartier que l'église (dont le clocher massif constituait un élément de défense) a conservé une partie de son donjon, malheureusement amputé pendant l'hiver 2003. En 1930, il conservait encore la totalité du donjon ainsi que la porte principale.
Le tracé des deux enceintes est encore visible.
Le texte des « Coutumes » octroyées par Dame Barrave a été conservé. Celles-ci prévoyaient que le seigneur d'Aspet devait y maintenir un « châtelain » (= gouverneur), tenu d'y résider en permanence et qui pouvait tenir garnison. C'est le seigneur qui pourvoyait à l'entretien des bâtiments, les consuls n'étant obligés que de maintenir en état l'enceinte extérieure.
Chapelle Saint-Paul de Pujos
Au fond d'un petit vallon de Pujos, elle témoigne d'une longue tradition de dévotion à l'apôtre saint Paul dont la légende veut qu'il soit passé dans ce lieu (ce qui est totalement invraisemblable). Mais les témoignages sur l'ancienneté de la dévotion sont incontestables. On y venait, en particulier du val d'Aran et les pèlerinages se doublaient d'une sorte de foires, qui donnaient lieu à des débordements mal vus des autorités aussi bien civiles que religieuses, qui finirent par les interdire. Le portail est classé depuis le 20 septembre 1972.
Église Saint-Nicolas
Au-dessous de l'église, une source « miraculeuse » sort d'une grotte dans laquelle ont été découverts des restes préhistoriques.
- Jardins du cap d'Arbon : pépinière botanique[44].
- Col de Larrieu (708 mètres) sur la RD 34 en limite communale au sud-est.

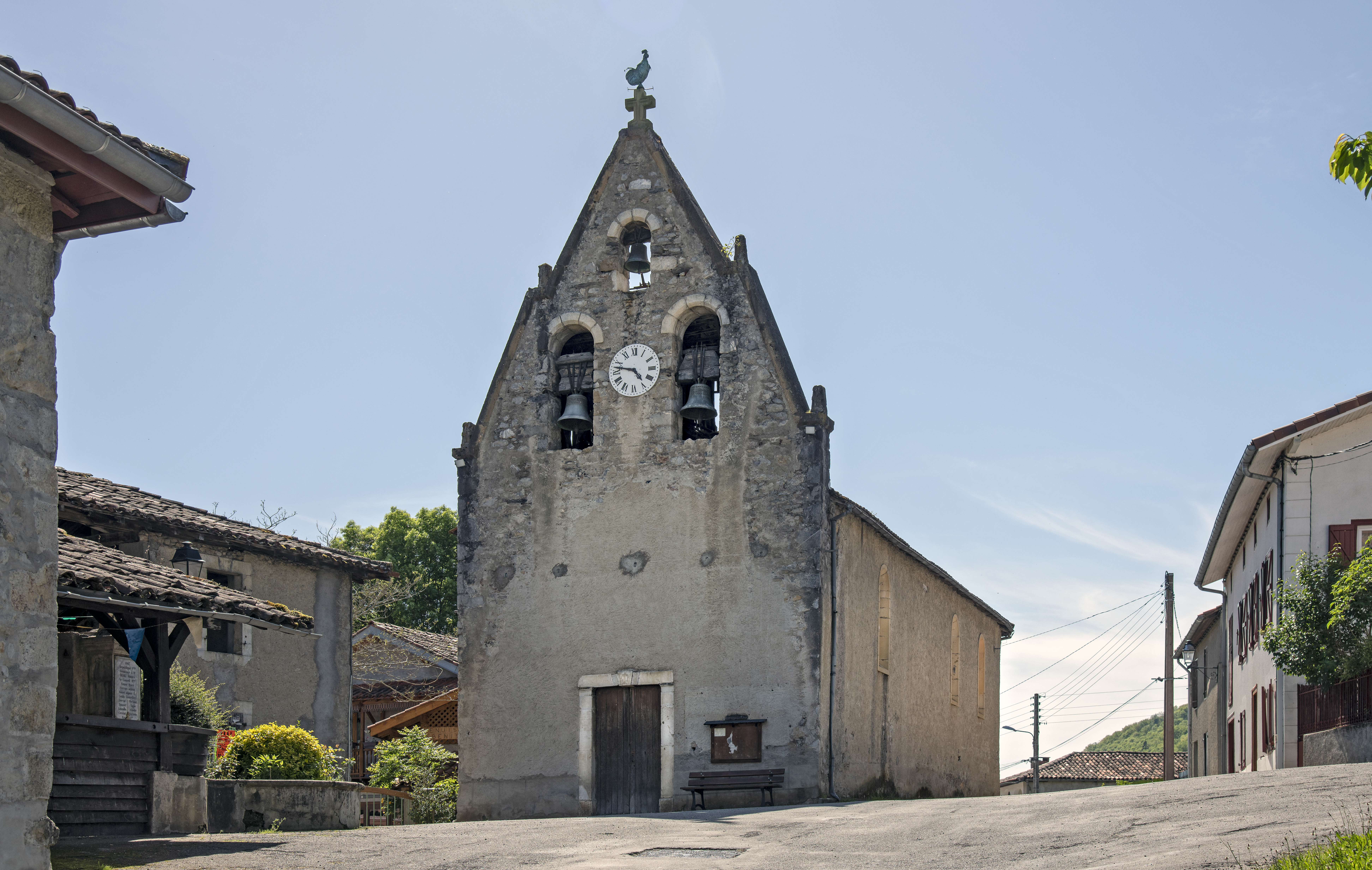
Chapelle de Pujos en 2018.
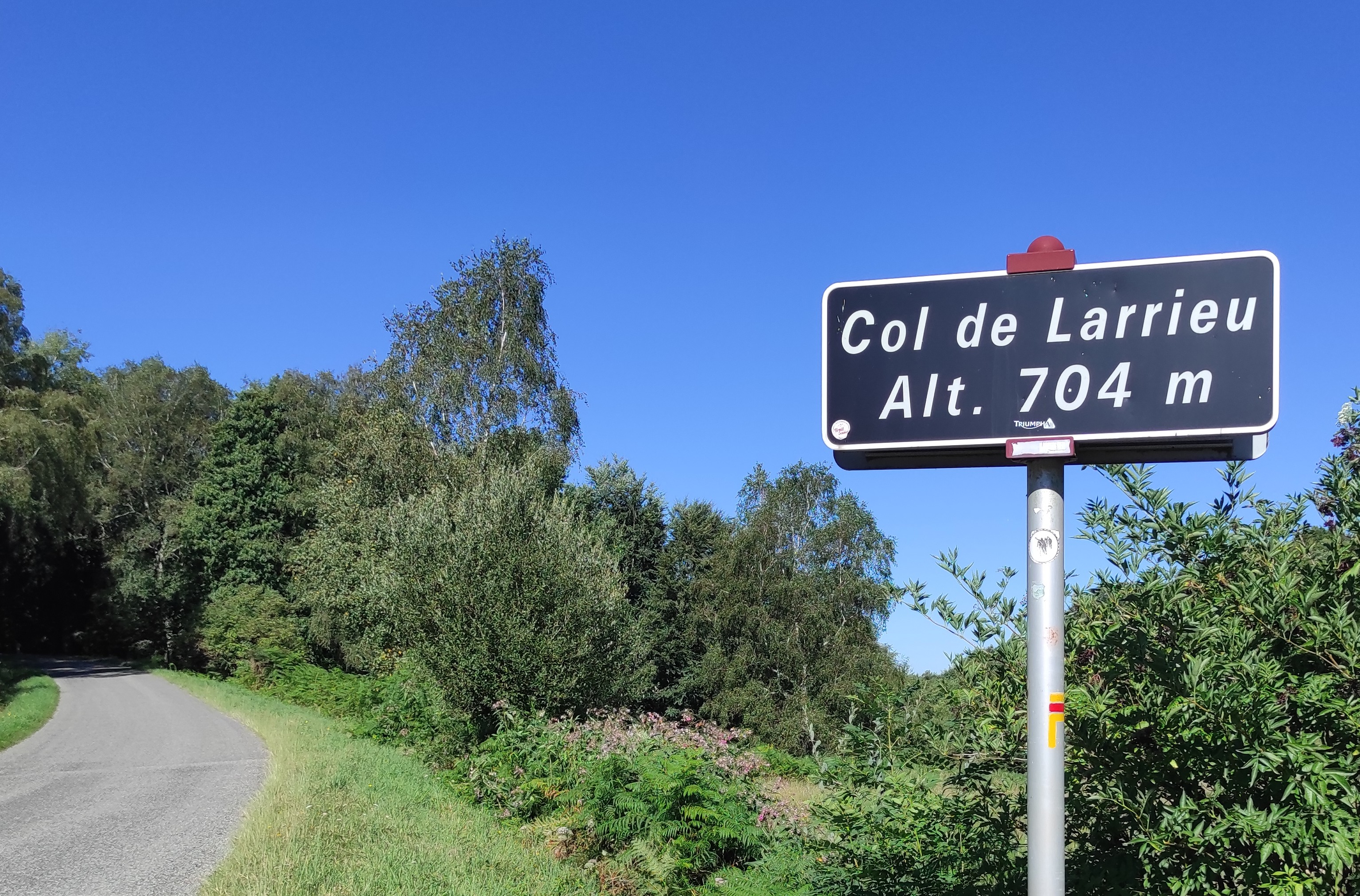
Col de Larrieu

### Personnalités liées à la commune
- Roger Martin
- Marie-Lou Marcel.

## Pour approfondir